# باچکی پتروواتس
باچکی پتروواتس (به صربی: Bački Petrovac) یک شهرستان در صربستان است که در ناحیه باچکای جنوبی واقع شده‌است. باچکی پتروواتس ۸۶ متر بالاتر از سطح دریا واقع شده‌است.

## خواهرخوانده
شهرهای مارتین، اسلواکی، نیترا و روژمبرک خواهرخوانده‌های باچکی پتروواتس هستند.